# أبو بكر بن الجهم
أبو بكر محمد بن أحمد بن محمد بن الجهم بن حبيش المروزي ثم البغدادي (ت 329 هـ)، المعروف بابن الوراق المروزي، فقيه ومحدث.

## مكانته وأثره في المذهب
من الطبقة الرابعة من أهل العراق المشرق. كان صاحب حديث وسماع وفقه. قال أبو الوليد الباجي : «أبو بكر مشهور في أئمة الحديث وألف كتباً جليلة على مذهب مالك.» ، وقال الخطيب البغدادي : «له مصنفات حسان محشوة بالآثار يحتج فيها لمالك وينصر مذهبه ويرد على من خالفه».

## شيوخه وتلاميذه
تفقه بإسماعيل بن إسحاق القاضي وابن بكير ، وروى عن عبد الله بن أحمد بن حنبل ، وتفقه به أبو بكر الأبهري وأبو إسحاق الدينوري.

## مؤلفاته
من مؤلفاته:
- كتاب: الرد على محمد بن الحسن.
- كتاب: بيان السنة ـ خمسون كتاباً
- كتاب: مسائل الخلاف والحجة لمذهب مالك.
- كتاب شرح مختصر ابن عبد الحكم الصغير.

## وفاته
توفي أبو بكر بن الجهم سنة 329 هـ وقيل 333 هـ .